# Сенокосное (Нижнегорский район)
Сеноко́сное (до 1948 года Казанки́-Ваку́ф; укр. Сінокісне, крымскотат. Qazanki Vaqıf, Къазанки Вакъыф) — исчезнувшее село в Нижнегорском районе Республики Крым, располагавшееся на севере района, в степной части Крыма. Присоединено к селу Лужки, сейчас — южная окраина этого села..

## История
Впервые в исторических документах поселение встречается в Статистическом справочнике Таврической губернии. Ч.II-я. Статистический очерк, выпуск пятый Перекопский уезд, 1915 год, согласно которому в деревне Казанки (вакуф) Ак-Шеихской волости Перекопского уезда числилось 7 дворов (все дворы с землёй) с татарским населением в количестве 37 человек приписных жителей и 3 — «посторонних», из которых 22 мужчины и 18 женщин. Жители владели 96 десятинами удобной земли. В хозяйствах имелось 17 лошадей и 7 коров.
После установления в Крыму Советской власти, по постановлению Крымревкома от 8 января 1921 года № 206 «Об изменении административных границ» была упразднена волостная система и в составе Джанкойского уезда был создан Джанкойский район. В 1922 году уезды преобразовали в округа. 11 октября 1923 года, согласно постановлению ВЦИК, в административное деление Крымской АССР были внесены изменения, в результате которых округа были ликвидированы, основной административной единицей стал Джанкойский район, в состав которого и включили село. Согласно Списку населённых пунктов Крымской АССР по Всесоюзной переписи 17 декабря 1926 года, в селе Казанки (вакуф), Шибаньского сельсовета Джанкойского района, числилось 10 дворов, все крестьянские, население составляло 43 человек, все татары. В сентябре 1930 года был создан Сейтлерский район и село передали в его состав. По данным всесоюзной переписи населения 1939 года в селе проживало 70 человек.
Указом Президиума Верховного Совета РСФСР от 18 мая 1948 года Казанки Вакуф переименовали в Сенокосное. 26 апреля 1954 года Крымская область была передана из состава РСФСР в состав УССР. Время включения в Акимовский сельсовет пока не установлено: на 15 июня 1960 года село уже числилось в его составе. К 1968 году село присоединили к Лужкам (согласно справочнику «Крымская область. Административно-территориальное деление на 1 января 1968 года» — в период с 1954 по 1968 год).